# Danseuse en rotation

Danseuse en rotation
Cliquez sur l'image pour voir l'animation.

La danseuse en rotation (anglais : The Spinning Dancer), aussi connue en tant que silhouette illusion, est une illusion d'optique d'une danseuse en rotation sur elle-même. L'illusion, créée par le web designer Nobuyuki Kayahara, permet à certains observateurs de voir la figure tourner dans le sens horaire et à certains autres, dans le sens trigonométrique (anti-horaire),.

## Origine de l'illusion d'optique

### Analyse de l'effet
L'illusion est créée par le manque de repères visuels pour la profondeur. Son bras levé, par exemple, peut être perçu comme étant soit son bras gauche, soit son bras droit. Il est donc soit en train de tourner dans le sens horaire, soit dans le sens anti-horaire. Il en va de même pour les pieds. La jambe levée peut soit être sa jambe droite, soit sa jambe gauche, car la silhouette présentée ne donne aucune indication de surface permettant de déterminer si la face exposée est la face avant ou la face arrière de la danseuse.
Les positions les moins ambiguës sont ses profils, quand son bras levé est dirigée vers la gauche ou vers la droite de l'image. Cependant, même dans ce cas, la jambe posée sur le sol peut être la jambe gauche aussi bien que la jambe droite, au premier plan, ou en arrière. Aussi, de cette position, la silhouette peut tourner soit sur l'arc de cercle la rapprochant de l'observateur, soit sur celui l'en éloignant. Il existe d'autres illusions d'optique qui sont basées sur le même type d'ambiguïté visuelle. Le cube de Necker en est un exemple.

### Description détaillée de l'ambiguïté visuelle
La source de l'ambiguïté est l'interprétation en trois dimensions d'une image qui n'en a que deux. La profondeur du corps est imaginée par l'observateur, et non représentée par la figure. Sans cette projection l'observateur ne percevrait pas un mouvement de rotation mais seulement des contours se déplaçant tantôt de gauche à droite et tantôt de droite à gauche. Parce que les proportions du corps humain et les postures associées sont intuitives pour l'observateur, un volume est implicitement associé au mouvement de la ballerine. Ce volume induit que les jambes et bras sont perçus en train de parcourir un cercle en train de tourner, en trois dimensions alors qu'objectivement le dessin ne représente qu'une trajectoire linéaire, en deux dimensions. Pour accroître le sentiment de lecture en trois dimensions, le dessin de la danseuse oscille verticalement, au niveau des pieds et de la tête. Cette oscillation, courte, amène l'observateur à considérer qu'il a soit un regard légèrement plongeant, ou au contraire en légère contre-plongée par rapport à la silhouette, alors qu'objectivement chaque dessin est centré sur la taille de la ballerine. Selon cette lecture (plongée ou contre-plongée), les cercles décrits par la danseuse sont en sens horaire, ou en sens trigonométrique.

## Psychologie de la perception visuelle

### Affinité corporelle
Ceci étant, l'illusion repose in fine sur le fait qu'elle représente une figure humaine, qui sollicite notre propre perception corporelle, et nos mécanismes de lectures des mouvements humains. Dans ce contexte, la rotation en profondeur devient naturelle et est donc immédiatement admise. En outre, l'ombre est légèrement tirée vers l'arrière, le dos courbé, ce qui suggère la nécessité d'une rotation du centre d'équilibre. Comme l'objet perçu en mouvement ressemble à une silhouette de ballerine, l'observateur, plutôt que de s'abstenir, reconnaît un tracé de cercle dans le plan de la profondeur plutôt qu'un aller-retour linéaire sur le plan horizontal. Conformément à cette assomption il choisit alors l'une des deux solutions d'interprétation possibles pour le mouvement d'un corps dans une configuration en trois dimensions. En dernier recours, cette illusion repose sur le fait que l'observateur est implicitement « programmé » pour effectuer des lectures de contenu visuel en trois dimensions et pour interpréter mouvements corporels en ce sens. Ceci est la raison ultime qui amène tout observateur à « choisir » l'un des deux sens de rotation dans l'espace alors possible.

### L'illusion comme un test de personnalité
Cette illusion a été trompeusement présentée comme un test de personnalité qui était supposé révéler quel hémisphère cérébral était dominant chez l'observateur. Selon cette interprétation non-établie, il fut popularisé sous le nom du « test du cerveau gauche vs cerveau droit » et a été largement diffusé sur l'internet durant la fin d'année 2007 et le début 2008.
Selon les promoteurs de cette illusion comme un test de personnalité, l'interprétation du sens de rotation, donnée en premier lieu par un observateur désignerait l'hémisphère dominant. Une interprétation visuelle initiale privilégiant le sens horaire aurait signifié que l'interprétation donnée par l'hémisphère droit serait dominante chez le sujet, alors qu'une rotation en sens anti-horaire désignerait la prédominance de l'hémisphère gauche. Cependant, les scientifiques, tel que le professeur Steven Novella, directeur général de neurologie à la Faculté de Médecine de l'université Yale, maintient fermement que l'utilisation de cette illusion d'optique en tant que test est un non-sens complet, et qu'un tel test ne saurait donner lieu à une quelconque interprétation physiologique du psychisme de l'observateur. Steven Novella affirme que, si cette notion de prédominance d'un hémisphère est répandue dans la conscience publique, en pratique, les deux hémisphères fonctionnent bien seuls, mais disposent de compétences différentes, et forment un tout, unique, qui travaille de concert. Selon le professeur Thomas Toppino, président du Département de psychologie de Villanova University, à Philadelphie, cette illusion est un phénomène qui interfère uniquement avec les mécanismes d'interprétation associés au système visuel de l'observateur. À ce titre la création de Kayahara sert, d'abord et avant tout, comme un nouvel outil permettant de comprendre et d'illustrer les mécanismes sous-jacents à l'interprétation visuelle.

Le cube de Necker est une représentation bistable (qui peut être perçue de différentes manières).

### Autosuggestion
L'autosuggestion joue un rôle clé dans le perçu de ce phénomène. Pour résoudre l'ambiguïté créée par le manque de données, l'observateur peut s'auto-suggérer un sens de rotation, puis « constater » que l'animation tourne en ce sens. Ce principe d'autosuggestion peut être, avec un peu d'entraînement, utilisé pour changer à volonté la direction de rotation.

## Perception bistable
Selon la perception de l'observateur, la direction apparente de la rotation peut indéfiniment changer au cours de l'observation, bien que certaines personnes puissent avoir du mal, ou être totalement incapables de percevoir un changement de direction. En application du principe d'auto-suggestion, une astuce permettant de faire changer la direction de rotation perçue, consiste à éviter d'utiliser la vision, mais de concevoir mentalement un bras tendu au loin plutôt que vers l'observateur, puis de fixer le bras et de soigneusement bouger les yeux pour obtenir l'image complète. Certains pourront percevoir un changement de direction plus facilement, simplement, en se focalisant sur une partie précise de l'anatomie de la danseuse, comme le pied levé ou la main tendue puis en revenant sur l'image d'ensemble. D'autres utilisent plutôt l'observation de l'ombre projetée comme point de départ. Il est aussi possible d'incliner la tête pour apercevoir un changement de direction. D'autres versions de l'image existent sur lesquelles un repère visuel supplémentaire a été posé pour faciliter la perception de la rotation anti-horaire ou au contraire de rotation horaire.

## Analyse détaillée

Une décomposition image par image de l'animation. Cette image est un panorama reprenant les 34 images constituant le film.

## Animations avec des repères visuels
|  |  |  |